# Stefan Karadja, Silistra
Stefan Karadja (în bulgară Стефан Караджа, în română Ahmatlar) este un sat în comuna Glavinița, regiunea Silistra, Dobrogea de Sud, Bulgaria. 
Între anii 1913-1940 a făcut parte din plasa Turtucaia a județului Durostor, România.

## Demografie
Componența etnică a satului Stefan Karadja
     Nicio identificare (9,61%)
     Bulgari (36,29%)
     Turci (54,08%)
     Romi (0%)
La recensământul din 2011, populația satului Stefan Karadja era de 697 locuitori. Din punct de vedere etnic, majoritatea locuitorilor (54,08%) erau turci, cu o minoritate de bulgari (36,29%). Pentru 9,61% din locuitori nu este cunoscută apartenența etnică.